# José Curi
José Curi (Rio dos Cedros, 15 de agosto de 1931 - Florianópolis, 28 de abril de 2022) foi um filósofo e escritor brasileiro.

## Carreira
Era Doutor em Letras e Livre Docente em Linguística. Foi professor da Universidade Federal de Santa Catarina de 1962 a 1986, quando se aposentou. Lecionou Filologia Românica no Departamento de Letras e Literatura Vernáculas (DLLV) do Centro de Comunicação e Expressão.
Foi titular da cadeira 18 da Academia Catarinense de Letras, do Instituto Histórico e Geográfico de Santa Catarina e membro correspondente da Académie Belles-Lettres, Sciences et Arts de La Rochelle. 

## Obras
- Raconti de Rio Cedro (1984);
- Resta Quà Con Noaltri (1987);
- Da Terra da Cucanha (2007);
- El Talian – A Língua dos Imigrantes Italianos de Santa Catarina (2009);
- Curso de Italiano para Brasileiros ( 4ª. Edição, 2001)